# Национальная диктатура (Португалия)
Национальная диктатура (порт. Ditadura Nacional, португальское произношение: [ditɐˈðuɾɐ nɐsiuˈnal]) —  название португальского режима после публикации Указа № 12740 президента Республики Ошкара Кармоны 25 марта 1928 года и существовавшего в Португалии с 1926 по 1933 год. Предыдущий период военной диктатуры, начавшийся после государственного переворота 28 мая 1926 года, известен как Военная диктатура. После принятия новой конституции в 1933 году режим изменил своё название на Estado Novo (Новое государство). Национальная диктатура вместе с Новым государством образуют отдельный исторический период Второй португальской республики.

## История

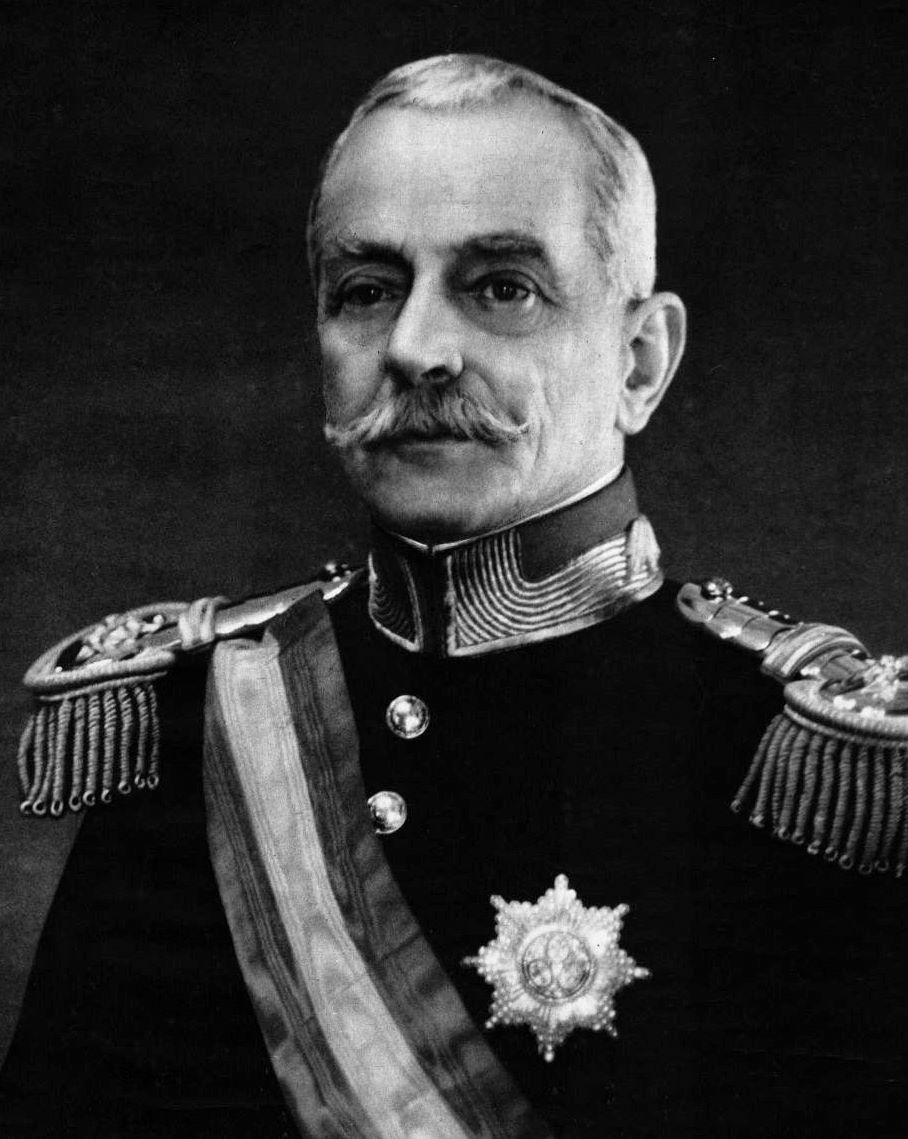
Ошкар Кармона

В феврале 1928 года была создана Комиссия по пропаганде диктатуры (порт. Comissão de Propaganda da Ditadura). 25 марта 1928 года президент Ошкар Кармона организовал выборы, на которых он был единственным кандидатом. В результате он был «избран» президентом на пятилетний срок. 18 апреля Кармона назначил Хосе Висенте де Фрейтаса новым премьер-министром. Министром финансов был вновь назначен Антонио де Оливейра Саласар. Новое правительство пришло к соглашению с католической церковью, известному как Acordo Missionário (Миссионерское соглашение), предоставляющему церкви особый статус в португальских колониях. Правительство также закрыло главные офисы Коммунистической партии Португалии, которая была реорганизована в следующем году под руководством Бенто Гонсалвеша, с созданием сети тайных ячеек, чтобы избежать волны задержаний. Позже в том же году произошла еще одна неудавшаяся революционная попытка республиканцев против правительства.
Конфликты между военными и национально-католическим крылом, представленным Салазаром, обострились до такой степени, что все правительство Фрейтаса ушло в отставку 8 июля 1929 года, и только Салазар сохранил свой министерский пост в новом кабинете Артура Ивенса Ферраза. Влияние Салазара начало расти за счет офицеров, которые постепенно теряли свою политическую власть, и в Португалии снова были разрешены римско-католические религиозные институты. 21 января 1930 года, после конфликта с Салазаром, Ферраса сменил генерал Домингуш Оливейра, который позволил Салазару играть все возрастающую роль в финансах и политике страны. Был опубликован Acto Colonial (Колониальный закон), определяющий статус португальских колоний ( португальская Ангола, Кабинда, португальский Кабо-Верде, португальская Гвинея, португальский Сан-Томе и Принсипи, португальский Мозамбик, португальская Индия, португальский Тимор и португальский Макао ). В 4-ю годовщину революции 28 мая  Салазар представил основные принципы нового режима. 
К 1930 году военная диктатура стабилизировала Португалию, и национальное руководство и государственные чиновники начали думать о будущем. Главным вопросом было: «В какой форме будет продолжаться диктатура?». Ответ дал Салазар, который стал премьер-министром 5 июля 1932 года и в 1933 году реорганизовал режим в Estado Novo. На референдуме была одобрена новая конституция, определяющая Португалию как корпоративную, однопартийную и многоконтинентальную страну (в Европе, Африке, Азии и Океании ). Единственной партией стал União Nacional (Национальный союз), а новый трудовой кодекс Estatuto do Trabalho Nacional (Национальный трудовой кодекс) запрещал все свободные профсоюзы. Режим Салазара ввел систему цензуры, а также создал политическую полицию PVDE (Poícia de Vigilância e de Defesa do Estado). В новой Конституции 1933 года Португалия была определена как «корпоративная Республика» с Корпоративным советом и Корпоративной палатой, представляющей различные категории, в свою очередь состоящие из gremios (корпораций) и профсоюзов. Цель такой политики заключалась в том, чтобы объединить интересы владельцев и рабочих, устранив все формы классовой борьбы.

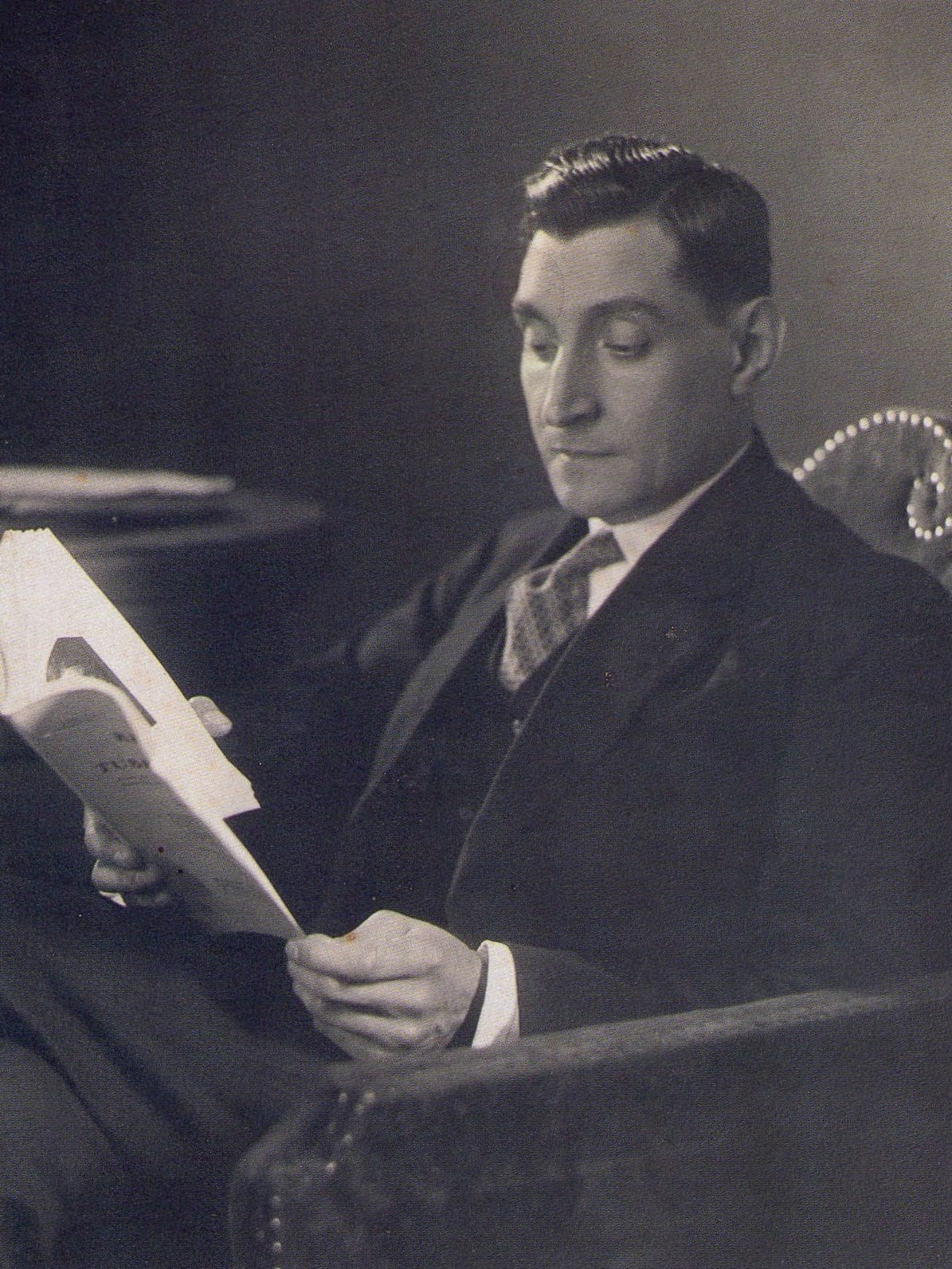
Антониу Салазар

## Действия оппозиции
После 28 мая 1926 года республиканские силы предприняли четыре попытки государственного переворота против национальной диктатуры . 3 февраля 1927 года в Порту произошла крупная попытка государственного переворота, в которой приняли участие военные и гражданские силы с севера, Коимбры, Эворы, Алгарве, и которая закончилась четыре дня спустя, 7 февраля. В тот же день в Лиссабоне началась попытка государственного переворота, которую возглавили Мендес душ Рейш, Агатау Ланса, Камара Ленте и Филипе Мендеш, с участием военно-морского флота, ПНП и гражданских сил. Силы правительства в Лиссабоне значительно превосходили по численности силы повстанцев,  эта вторая попытка переворота закончилась в 19:30 9 февраля 1926 года. Около 90 человек погибли, 400 человек получили ранения и 700 зданий были повреждены.  Более тысячи человек были сосланы в колонии. С тех пор республиканские повстанцы в основном организовывались в изгнании через ассоциацию, известную как Лига Парижа.
20 июля 1928 года Лига Парижа запланировала попытку государственного переворота во главе с майором Сарменту Бейрешем и военными лидерами внутренних районов Португалии, которых поддержали различные синдикалисты (а именно профсоюз железнодорожных рабочих). Правительственные силы узнали о заговоре и разбомбили замок Сан-Хорхе, где располагались повстанцы. Это заставило повстанческие силы в Кастелу-де-Сан-Хорхе начать выступление за несколько часов до прибытия провинциальных повстанческих сил в Лиссабон. Повстанческие силы в Лиссабоне сдались утром 21 июля 1928 года, а силы за пределами столицы — самое позднее 22 июля. Около 1100 военнослужащих и 200 гражданских лиц были заключены в тюрьму, многие из которых позже были сосланы в колонии.
С 4 апреля по 2 мая 1931 года произошло восстание, которое началось на Мадейре и распространилось на Азорские острова и Гвинею. Восстание было плохо подготовлено и не получило поддержки со стороны материковой Португалии, в результате чего потерпело неудачу.
26 августа 1931 года состоялась последняя попытка переворота против Национальной диктатуры, на этот раз при поддержке Испанской Республики. Ее возглавляли Элдер Рибейру, Утра Мачадо, Хайме Батиста, Диас Антунес и Сарменту Бейреш.  Из-за плохого планирования, боевые действия начались 26 августа в 6:45 утра, в то время как значительное количество повстанческих сил было еще не готово: силы на севере, в Томаре, Абрантише, Сантарене и Кастелу-Бранко все еще находились в стадии подготовки. В результате,  27 августа переворот провалился: 40 человек погибли и 300 получили ранения.